# 琴古主

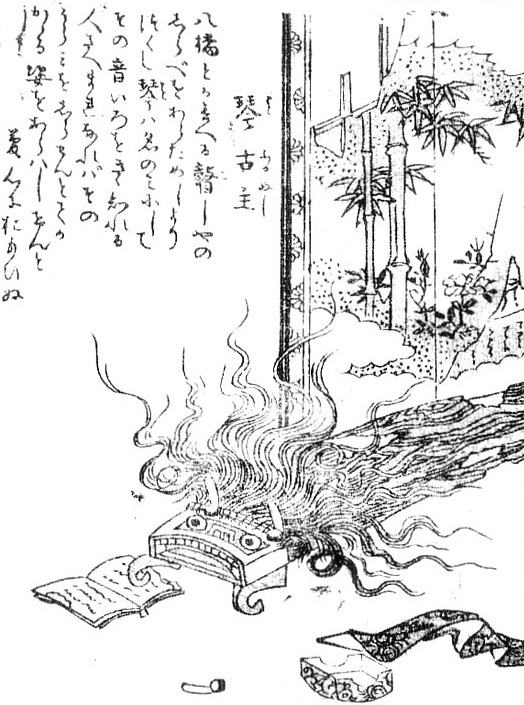
鳥山石燕『百器徒然袋』より「琴古主」

琴古主（ことふるぬし）は、鳥山石燕による妖怪画集『百器徒然袋』にある日本の妖怪の一つで、琴の妖怪。
破損した箏（こと）に目や口が生え、ざんばら髪のようになった糸（絃）をもった姿で描かれている。石燕による解説文には「八橋とかいへる瞽しゃのしらべをあらためしより つくし琴は名のみにしてその音いろをきき知れる人さへまれなれば そのうらみをしらせんとてか かかる姿をあらはしけん」とあり、箏曲につかわれる筑紫箏（つくしごと）が変化して妖怪となったものであるとしている。『徒然草』16段には「常に聞きたきは琵琶和琴」という文があるほか、室町時代の妖怪絵巻『百鬼夜行絵巻』に描かれている琵琶の妖怪に引っ張られている琴の妖怪の絵が存在しており、石燕はそこからの発想でこの妖怪を描いたと考えられている。『百鬼夜行絵巻』をモデルにしたことをうかがわせる点として、琴古主と同じ見開きには琵琶牧々が掲載されている。

## 平成以降の解説
平成以降の妖怪に関する書籍では景行天皇の時代の伝承に琴古主と呼ばれた木があるとして以下のような解説も見られる。
景行天皇の命により、家臣たちが佐賀県神埼郡南部のとある丘に宴の場を作った。天皇は宴の場に喜び、記念として琴を丘の上に置いた。すると琴は姿を変え、青々と茂るクスノキの木となった。それ以来、夜にこの木の付近を通ると、どこからともなく琴の音色が聞こえるようになり、いつしかその木が「琴古主」という名で呼ばれるようになったのだという。
『肥前国風土記』には、景行天皇が岡を造営させ、そこに琴を立てたところそれがクスノキの大木になったという琴木の岡の伝承についての記述があるが、琴古主という名は見られない。また、上述のような琴古主という名の木が主として登場する解説を掲載している書籍では鳥山石燕の「琴古主」自体への言及が全くされておらず、何に拠って琴の楠と琴古主を結びつけているのか明確ではない。